# 終着駅〜グッドバイ・マイ・ラブ
『終着駅〜グッドバイ・マイ・ラブ』（しゅうちゃくえき〜グッドバイ・マイ・ラブ、フランス語: De Paris A Tokyo）は、フランスの歌手パトリシアが、1974年に日本で録音、発売した日本の歌謡曲にフランス語の歌詞を載せて歌ったスタジオ・アルバム。フランス語のタイトルは、「パリから東京へ」といった意味。
このアルバムからは、日本盤シングルとして「終着駅/グッドバイ・マイ・ラブ」がビクター音楽産業からRCAレーベルでリリースされた。

## 背景
フランスの女性歌手パトリシアは、1974年6月末に第3回東京音楽祭のために来日し、滞在中に、日本の歌謡曲をフランス語でカバーした日本独自企画のこのアルバムを録音した。シングル「終着駅/グッドバイ・マイ・ラブ」の解説によると、レコーディングには「終着駅」の作曲者である浜圭介も立ち会ったという。
フランス語の歌詞は、アルバムのプロデューサーであるジルベール・カスカレ (Gilbert Cascales) とジャン＝クロード・ポーラン (Jean-Claude Paulin) が書いた。

## トラックリスト
フランス語題の後の括弧書きは、レーベルに表示されたフランス語歌詞の作詞者。
レーベルにアルファベット表記で表示された原曲の作詞者、作曲者の表示と、LP盤の解説にある日本語曲名から原曲が矛盾なく比定されるものについては、原曲名と作詞者、作曲者を日本語で表示し、原曲が比定できないものについては日本語曲名とレーベルにアルファベット表記された作者名を表示している。
- (A1) Quelques Larmes (G. Cascales) - 3:00（終着駅 - 作詞：千家和也、作曲：浜圭介）
- (A2) A Neuf Heures (J. C. Paulin) - 3:26（しあわせだったわ、ありがとう - 作詞：なかにし礼、作曲：加瀬邦彦）
- (A3) De L'amour Plein Les Yeux (J. C. Paulin) - 3:05（風 - Y. Iwazawa）
- (A4) Tous Les Chemins Menent A L'amour (G. Cascales) - 3:51（恋は初恋 - 作詞：なかにし礼、作曲：加瀬邦彦）
- (A5) J'irai Ou Le Vent Veut Que J'aille (J. C. Paulin) - 2:45（思い出はアルバム - T. Yoshida - M. Sugimoto）
- (A6) A Chaque Fille Il Y A Un Garcon (G. Cascales) - 3:08（ポケットいっぱいの秘密 - 作詞：松本隆、作曲：穂口雄右）
- (B1) Sayonara Mon Amour (J. C. Paulin) - 3:30（グッドバイ・マイ・ラブ - 作詞：なかにし礼、作曲：平尾昌晃）
- (B2) A Chaque Jour (J. C. Paulin) - 2:56（風は旅人 - 作詞：星加ルミ子、作曲：大野克夫）
- (B3) Quelqu Un En Qui Croire (G. Cascales) - 2:19（日暮れの待ちぼうけ - 作詞：滋賀隼介、作曲：フォー・メン）
- (B4) Rien Que Moi D'amour (J. C. Paulin) - 2:53（恋と海とTシャツと - 作詞：安井かずみ、作曲：森田公一）
- (B5) Perle Moi D'amour (J. C. Paulin) - 3:40（黒い雪 - K. Asou - K. Kase）
- (B6) Des Roses, Des Tulipes (J. C. Paulin) - 3:41（心の旅 - 作詞・作曲：財津和夫）